# Wolf (pojazd)
Wolf, również Zeev (hebr. זאב, ze’ew, pol. wilk) – izraelski opancerzony wielozadaniowy pojazd kołowy o napędzie 4 × 4 na podwoziu Forda F-550, zaprojektowany i produkowany przez przedsiębiorstwa Rafael i Hatehof Industries.
W służbie Sił Obronnych Izraela od 2005 roku. Pojazd ten jest również używany przez Brazylię, Gruzję, Etiopię, Macedonię Północną, Peru i Rumunię.

## Historia
Działania izraelskiego wojska podczas II intifady unaoczniły problem braku kołowych pojazdów opancerzonych, które byłyby w stanie szybko się przemieszczać w obszarach zurbanizowanych. Wówczas dominującymi transporterami piechoty w Siłach Obronnych Izraela były pojazdy gąsienicowe, które uznano za ciężkie, a co za tym idzie, zbyt wolne do wykonywania części zadań .
W celu przygotowania prototypu przedsiębiorstwo Hatehof Industries zakupiło ciężarówkę Forda F-550 i rozpoczęło prace nad nową konstrukcją. Do prac nad ochroną balistyczną zaangażowano przedsiębiorstwo Rafael. W 2003 roku ukończono prototyp i przekazano do testów .
Od 2005 roku Wolf (również pod nazwą Zeev) znajduje się na wyposażeniu Sił Obronnych Izraela.

## Opis konstrukcji

### Podwozie, nadwozie i napęd
Konstrukcja pojazdu opiera się na podwoziu Forda F-550 o napędzie 4 × 4. Nadwozie składa się ze spawanych płyt opancerzonych, które chronią pasażerów przed ostrzałem z broni lekkiej, minami, improwizowanymi ładunkami wybuchowymi i przed odłamkami. W pojeździe zamontowano także kuloodporne szyby chronione dodatkowo przez siatkę. Na dachu znajduje się właz strzelca, a dostęp do przedziału transportowego zapewniają trzy pary drzwi: z tyłu pojazdu i po jego bokach. Kierowca oraz dowódca posiadają oddzielne wejścia. W przedziale transportowym może zmieścić się dziewięciu żołnierzy . Na dachu pojazdu zamontowano kamerę, która umożliwia kierowcy i dowódcy obserwację otoczenia w dzień i w nocy, a także szperacz, który może być obsługiwany przez załogę z wnętrza pojazdu.

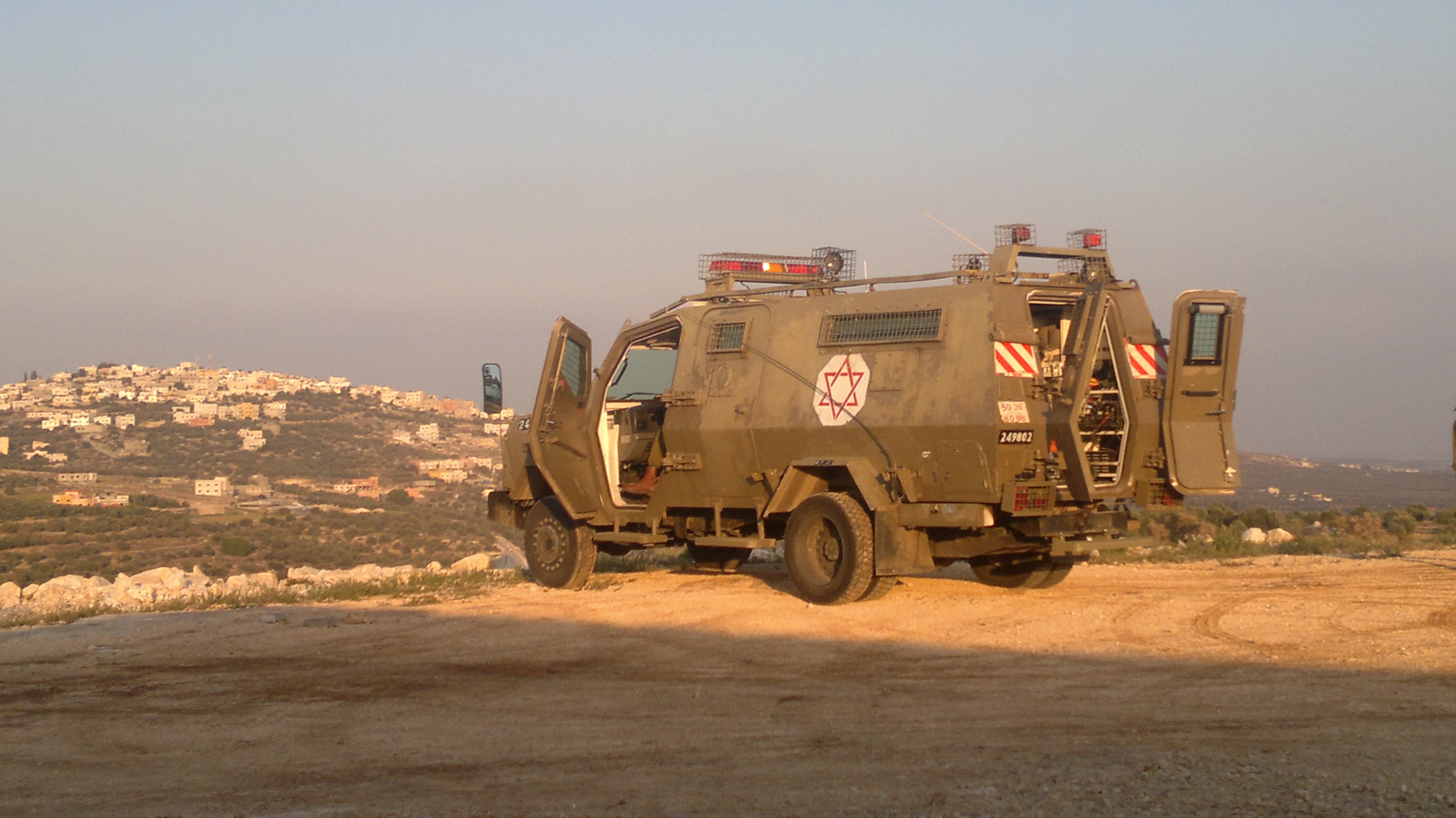
Wolf jako ambulans

Montaż elementów wnętrza w przedziale transportowym ma charakter modułowy, dzięki czemu można je dostosować do potrzeb wykonywanej misji. Pojazd może służyć jako transporter piechoty, pojazd dowodzenia, ambulans lub platforma startowa dla bezzałogowych statków powietrznych .
Pojazd napędzany jest silnikiem Diesla 6 l V8 o mocy 325 KM i współpracuje z pięciobiegową automatyczną skrzynią biegów. Wolf może poruszać się z maksymalną prędkością 130 km/h.
Wolf ma szerokość 2,3 metra, długość 5,9 m i wysokość 2,5 m.

### Uzbrojenie

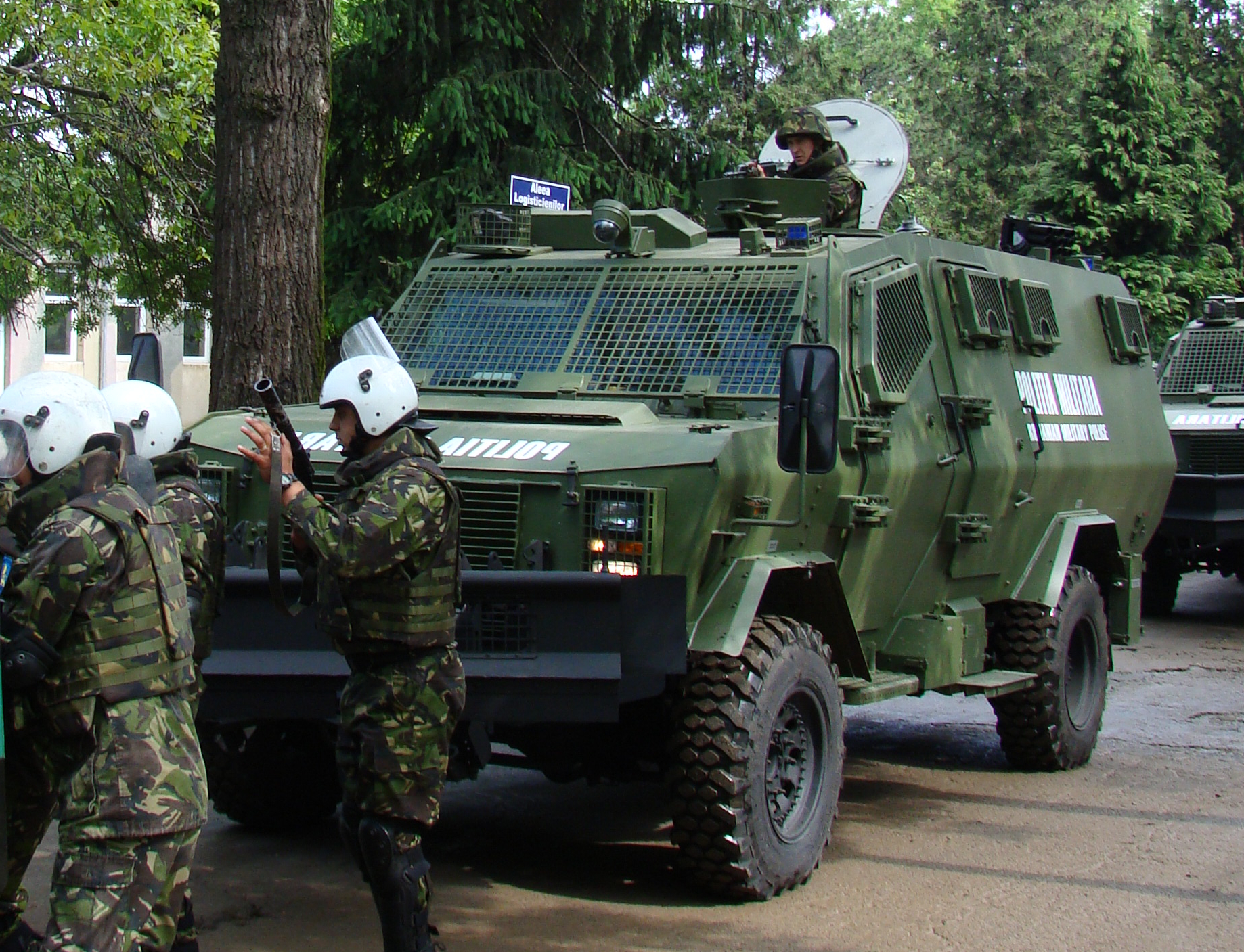
Wolf w służbie rumuńskiej Żandarmerii Wojskowej

Uchwyt przy włazie strzelca umożliwia zamontowanie karabinów maszynowych kalibru 5,56 mm, 7,62 mm, wielokalibrowego karabinu maszynowego kalibru 12,7 mm lub granatnika automatycznego kalibru 40 mm. Nadwozie umożliwia ponadto zamontowanie zdalnie sterowanego modułu uzbrojenia firmy Rafael – Samson RCWS.

## Użytkownicy
- Brazylia – Policja stanu São Paulo[7],
- Etiopia[3],
- Gruzja[8],
- Izrael[3],
- Macedonia Północna[3],
- Peru – Policía Nacional del Perú[9] ,
- Rumunia – Żandarmeria Wojskowa[10].